# Ain
Ain é um departamento francês localizado na região Auvérnia-Ródano-Alpes e tem por capital é a cidade de Bourg-en-Bresse. O departamento deve o seu nome ao rio Ain, afluente do rio Ródano.
É neste departamento que se encontra o mais alto cume das montanhas do Jura, o Crêt de la Neige, no País de Gex.

## História
O departamento de Ain foi um dos 83 departamentos criados durante a Revolução Francesa, em 4 de março de 1790, na aplicação da lei de 22 de dezembro de 1780, a partir de quatro províncias: Bresse, Bugey, Dombes e País de Gex e de uma parte da província de Franc-Lyonnais.

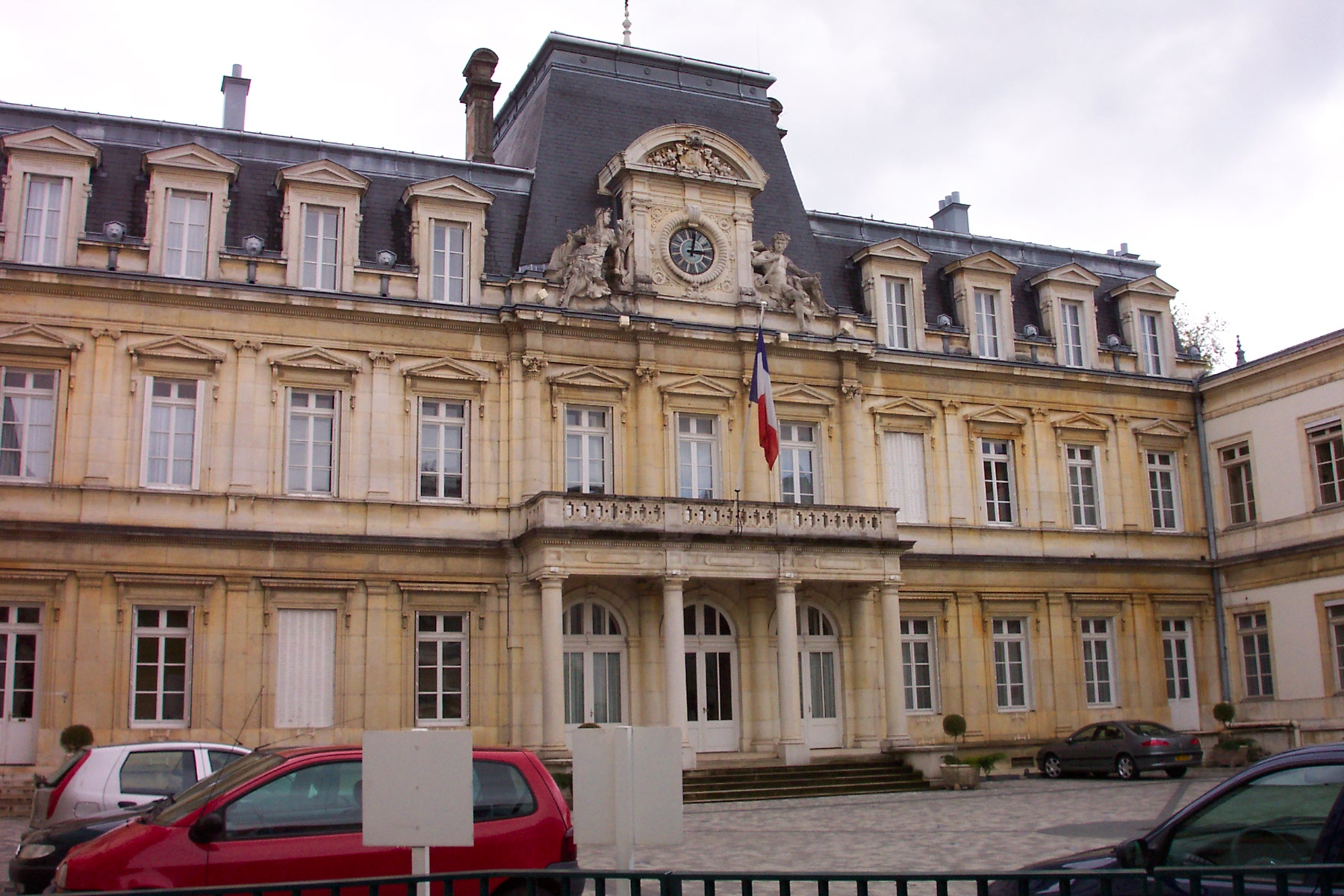
Prédio da Prefeitura
Bourg-en-Bresse